# Liqueur de calafate
 (juillet 2021).

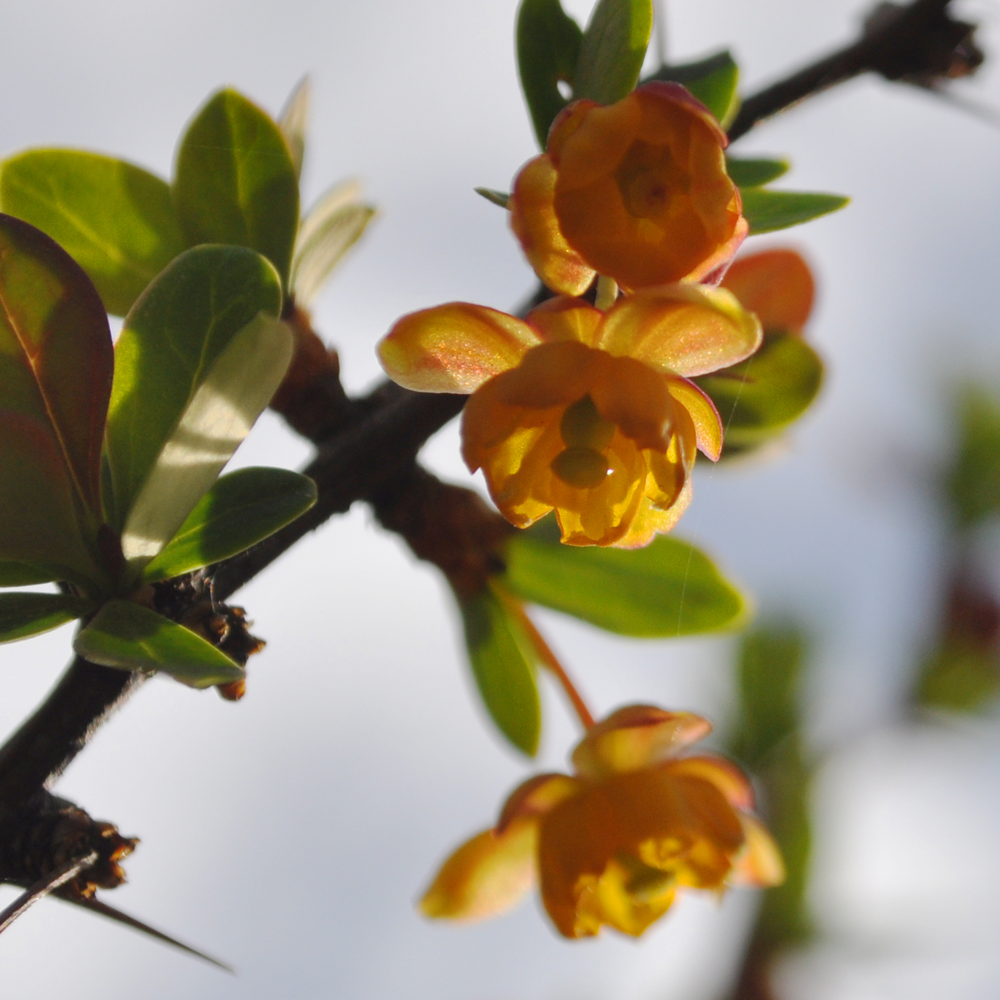
Fleur de calafate.

La liqueur de calafate, ou liqueur de michay, est une boisson alcoolisée distillée obtenue par la transformation du fruit de l'arbuste de calafate, endémique de la Patagonie argentine et chilienne, et d'une partie du sud du Chili, principalement dans la région d'Aysén et dans les zones rurales des régions des Lacs et de La Araucanía, où elle est familièrement appelée michay.
Les fruits de ces arbustes ont un goût sucré avec des notes d'amertume et d'acidité, ce qui fait de cette baie un fruit très attractif pour la consommation, que ce soit frais ou dans des liqueurs, sauces et autres conserves. Cette liqueur ancestrale est produite de manière traditionnelle par les locaux avec une forte teneur en alcool.

## Préparation
Cette boisson typiquement chilienne est préparée en mélangeant les calafates avec de l'aguardiente et en laissant reposer dans un endroit chaud et sec pendant au moins 3 mois. Une fois le temps de repos écoulé, on prépare un mélange de sucre et d'eau que l'on fait chauffer à feu moyen jusqu'à obtenir la consistance d'un sirop, puis on le laisse refroidir.
Broyer les fruits du calafate reposé et ajouter le sirop en l'intégrant de façon homogène à l'alcool de conservation. Laisser reposer pendant 6 mois avant de consommer.